# Экстернализм
Экстернализм — философско-методологическая позиция, в которой научное познание определяется в значительной степени внешними условиями, в том числе социальными, историческими, политическими взаимодействиями. Экстернализм противоположен интернализму.
Экстернализм может проявляться в характере исследовательского поведения учёных; в стандартах научности того или иного направления развития науки; в игнорировании исследований других государств или языковых групп.
Экстернализм как течение в историографии и философии науки утверждает, что основной задачей изучения науки является реконструкция социокультурных условий и ориентиров научной деятельности, которые выступают в качестве фактора, непосредственно определяющего динамику науки — структуру получаемого знания, его характер и направление дальнейшего развития.
Лидером экстерналистов был английский физик и науковед Д. Бернал, опубликовавший следующие работы: «Социальная функция науки», «Наука и общество», «Наука в истории общества» и др.